# Taketomi-jima
Taketomi-jima (jap. 竹富島, wörtlich: bambusreiche Insel) ist eine 5,43 km² kleine, flache Insel der Yaeyama-Gruppe in der gleichnamigen Gemeinde Taketomi, 4 km südwestlich von Ishigaki-jima in Japan. Sie liegt innerhalb der Sekisei-Lagune, dem größten Korallenriff Japans und ist Teil des Iriomote-Ishigaki-Nationalparks.
Taketomi-jima besticht durch ihre großflächigen, seichten und besonders sauberen Sandstrände. Eine Besonderheit ist der sogenannte „Sternensand“ (星砂, hoshizuna) mit Sandkörnern in Sternform, der durch Überbleibsel von Kleinstmeerestieren entstand. Das auf der Insel gelegene sehr gut erhaltene Dorf in der traditionellen Bauart der Ryūkyū-Inseln mit ihren typischen Steinmauern zieht viele Touristen an, hauptsächlich zu Tagesausflügen. Ein weiteres wirtschaftliches Standbein ist der Zuckerrohranbau.
Um Taketomi-jima herum finden sich Korallenriffe. Taucher müssen allerdings auf die starken Meeresströmungen zwischen den inneren Inseln der Yaeyama-Gruppe achten.
Erreichbar ist die Insel über eine Fährverbindung nach Ishigaki-jima.

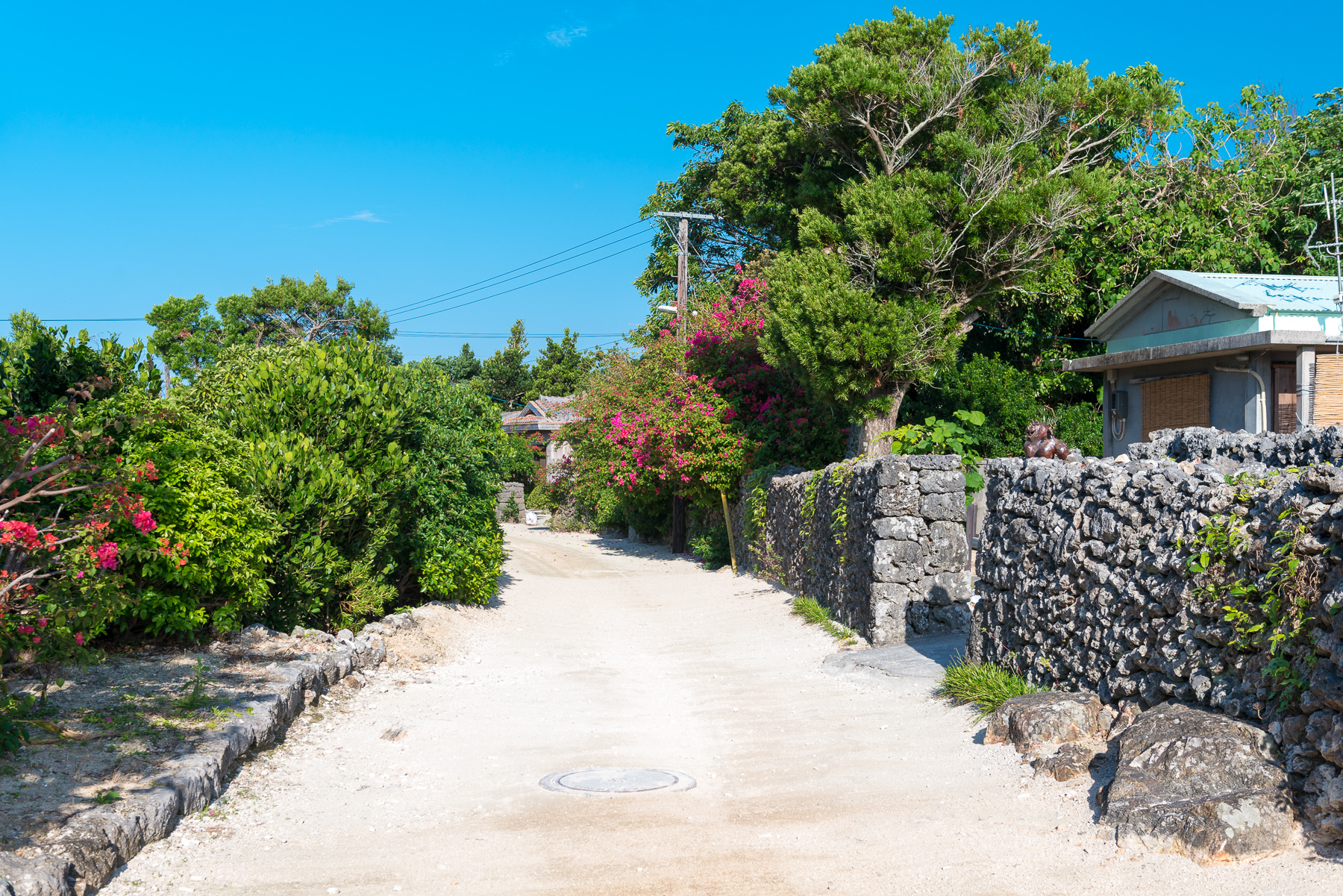
Typische Straße von Taketomi
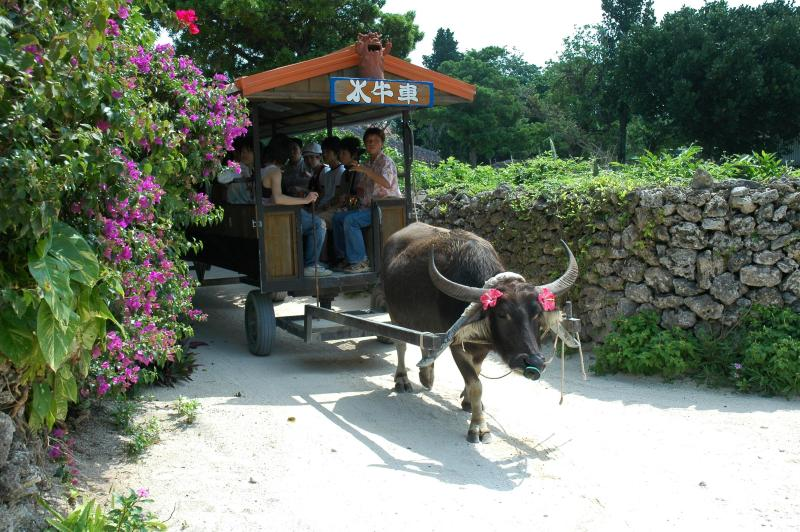
Wasserbüffel-Kutsche, eine Touristen-Attraktion
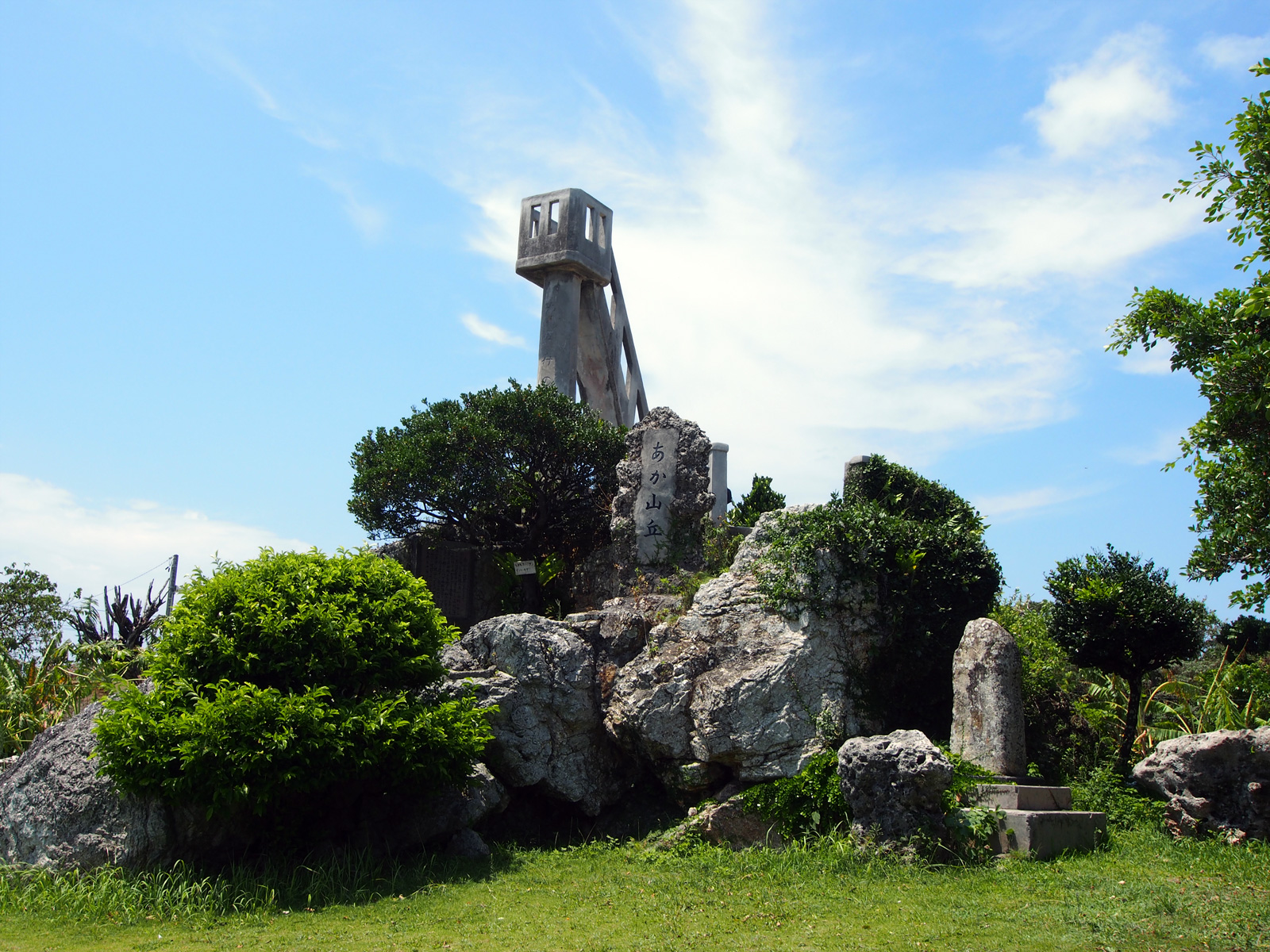
Nagomi Aussichtsturm
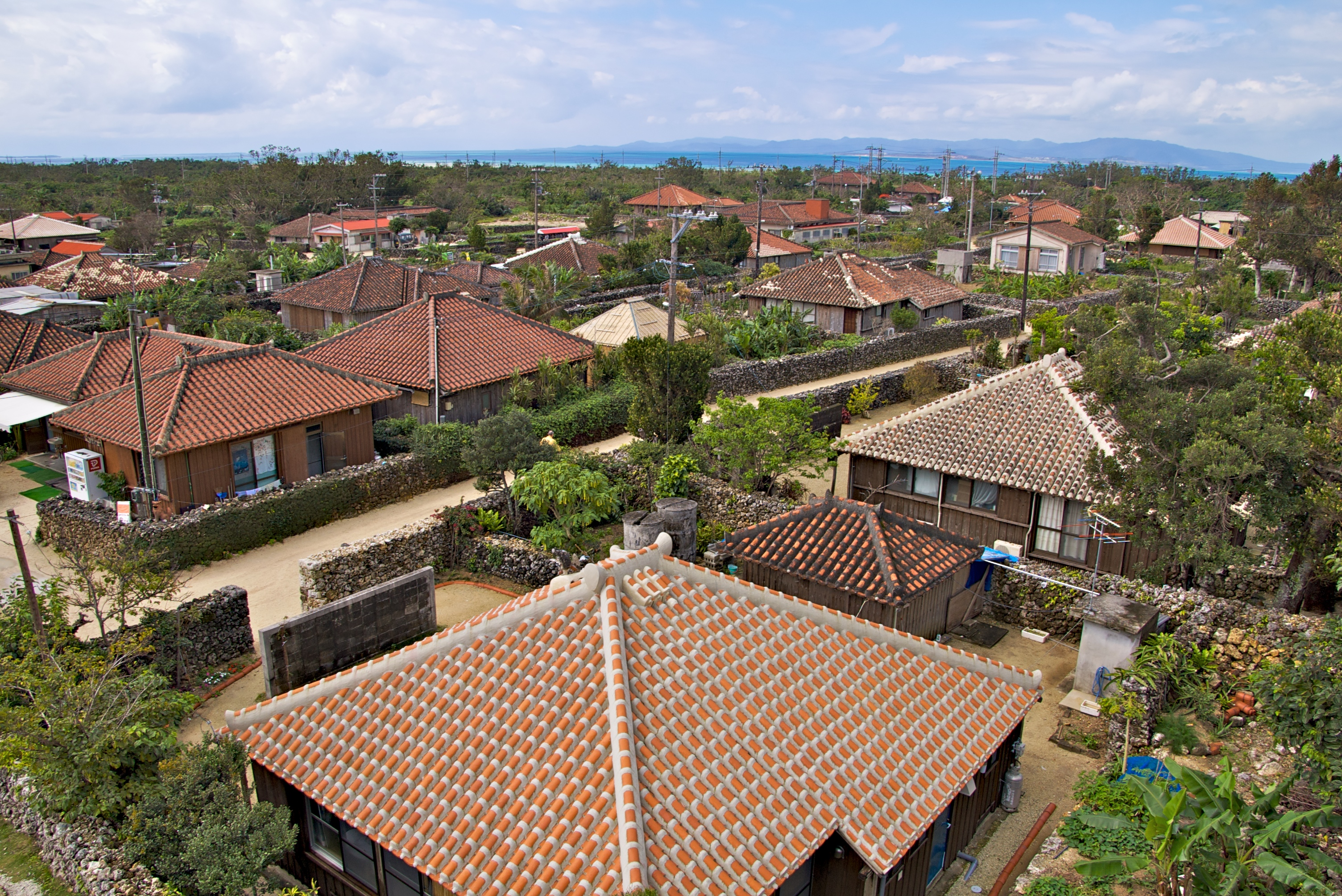
Häuser von Taketomi (2008) vom Nagomi Turm aus gesehen
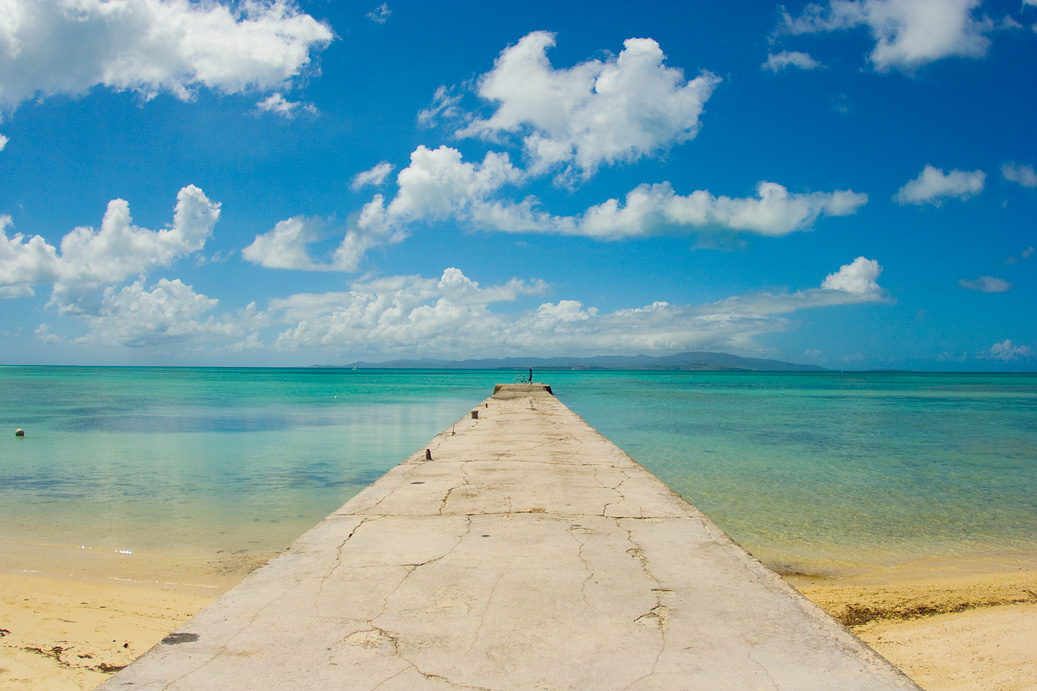
Landesteg im Westen der Insel
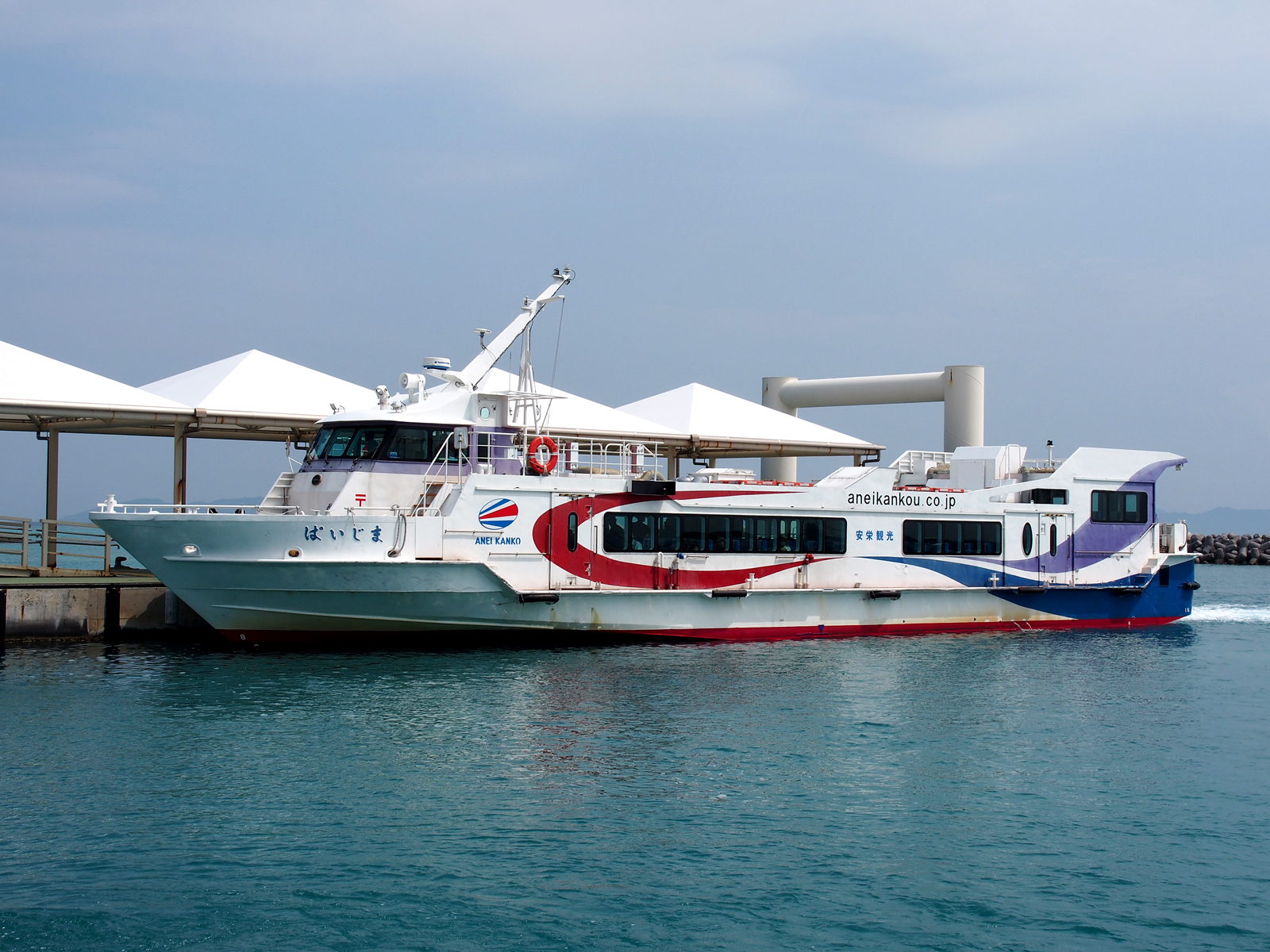
Fähre im Hafen von Taketomi-jima